# Szaplonca

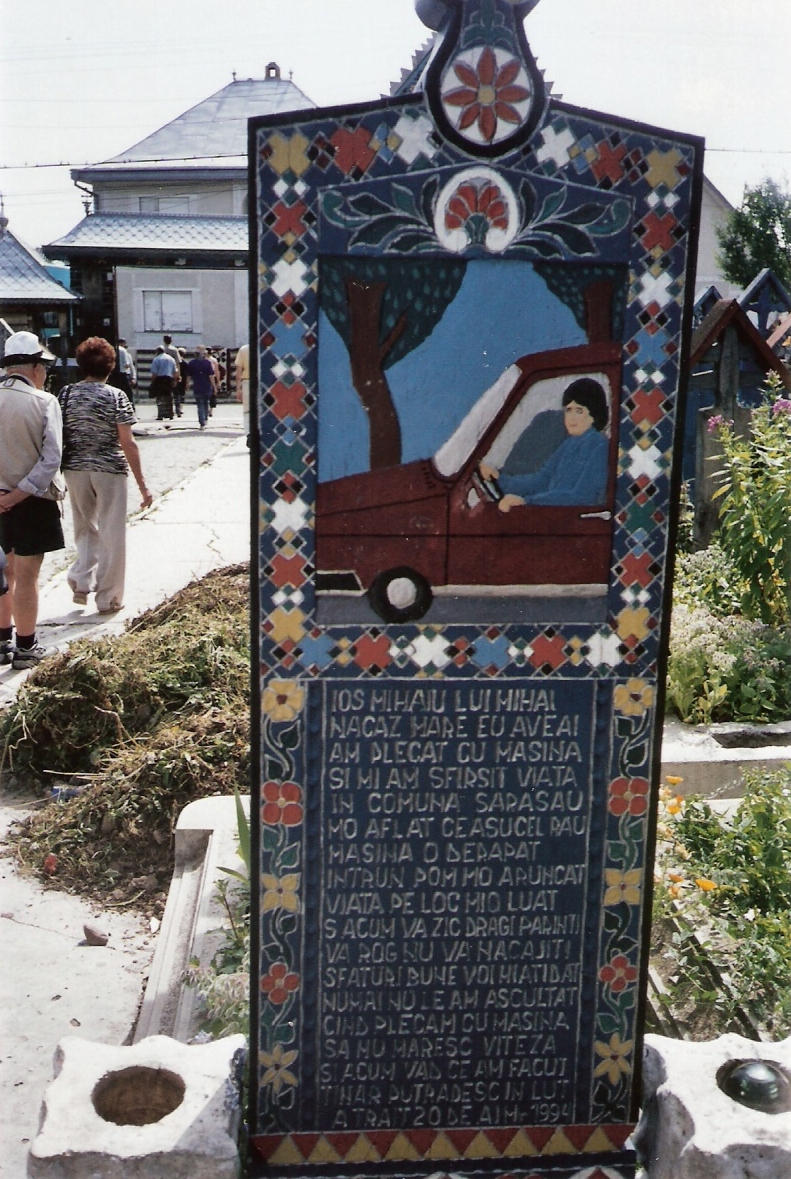
A sírfelirat szerint az elhunyt Szarvaszóban lett autóbaleset áldozata

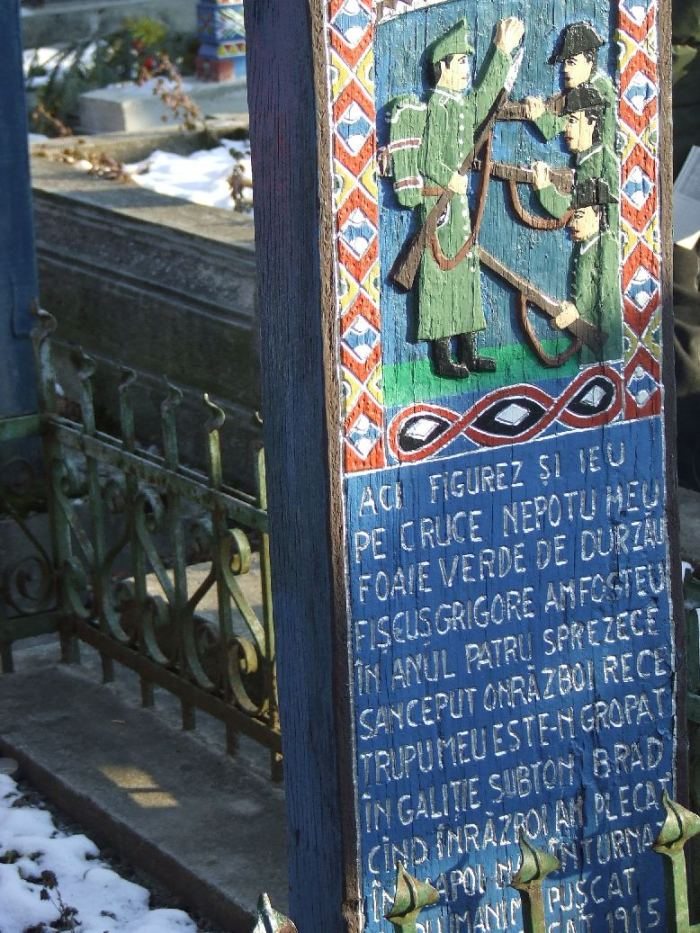
Egy az I. világháborúban meghalt és Galíciában eltemetett szaploncai jelképes fejfája

Szaplonca (románul: Săpânța, jiddisül ספנצה) falu, egyben község Romániában, Máramaros megyében.

## Fekvése
Máramarosszigettől 21 km-re északnyugatra, a Tisza bal partján fekszik.

## Nevének eredete
A Szaplonca patakról, melynek tiszai torkolatánál keletkezett. Ennek alapjául a  szláv solpъ (= vízesés, zuhatag) szó szolgálhatott. Először 1373-ban Zapancha, majd 1390-ben Zaploncha alakban írták.

## Története
Megnemesített román kenézek leszármazottai birtokolták, akiket szoros rokoni szálak fűztek össze a szarvaszói nemesekkel. A középkorban övék volt Alsó- és Felsőróna is. Később valamennyi nemesi családja a Szaplonczai nevet vette föl. Így 1720-ban, amikor 38 nemesi és 15 jobbágyi portából állt, mind a 38 nemesi családot Szaplonczainak hívták. A jobbágyok között a leggyakoribb családnév az Oros (Orosz) volt, amely ruszin eredetükre utal. 1767-ben 556 jobbágy, hatvan kisnemes és hatvan armalista lakta. Helyben beszélt nyelvekként a román mellett a ruszint és a magyart is megemlítették.
1735-ben négy, 1767-ben tizenkettő zsidó családot, 1840-ben már 291 zsidó lakost jegyeztek föl Szaploncán. Első zsinagógájukat 1800 körül építették. 1870 körül telepedett le benne a munkácsi születésű Weisz Joszef Méir csodarabbi, az Imrei Joszef című könyv szerzője és a „szfinkai haszidizmus” alapítója (Szfinka vagy Szpinka Szaplonca jiddis neve). Családjának a máramarosszigeti Teitelbaum dinasztiával való vetélkedése miatt rabbinikus ítélőszék mondta ki, hogy el kell hagyniuk Szaploncát. Munkácsra, majd Nagyszőlősre költöztek, de utódaik (a Weisz, Horowitz, Kahane és Friedman ágak sarjai) mindmáig szfinkai csodarabbiknak nevezik magukat. Legtöbbjük Brooklynban és Izraelben él.
Román lakói 1790-ben tértek át a görögkatolikus vallásra. 1880 körül a szaploncai románoknak vármegye szerte rossz hírük volt. Gyakran folyt vér a faluban, és állítólag megtörtént, hogy valakinek a legelőről fényes nappal hajtották el 32 marháját. 1944. május 5–6. éjjelén a falutól délre, a takoli fürdőnél ért földet Dékán István szovjet ejtőernyős partizáncsoportja. 10-e körül megütköztek a csendőrökkel, aminek során három partizán meghalt, négyet pedig elfogtak. Hármójuknak sikerült visszatérnie a frontvonalon túlra.
Az 1990-es és a 2000-es években a község többször is az ortodoxok és a görögkatolikusok háborúskodása miatt került a média figyelmébe. Szaploncán csak kevés család tért vissza a görögkatolikus valláshoz, és a közösség nem kapta vissza a Vidám temetőben álló, 1886-ban épült templomát sem. A görögkatolikusok állítása szerint a helyi vezetés folyamatosan megakadályozza, hogy a saját telkükön új templomot építhessenek, sőt 1997-ben maga az akkori polgármester lopott el egy görögkatolikus halottat, hogy ortodox rítus szerint temethessék el. A neogótikus templom tornyát az ortodox egyházközség 2009-ben lebontotta, és öt új, bizánci stílusú torony építését tervezi – a görögkatolikus szervezetek szerint azért, hogy eltüntesse a templom görögkatolikus múltjára utaló jeleket.
1838-ban 792 görögkatolikus és 320 zsidó lakosa volt.
1880-ban 1982 lakosából 1340 volt román, 533 német (jiddis) és 35 magyar anyanyelvű; 1365 görögkatolikus, 573 zsidó és 28 római katolikus vallású.
2002-ben 3267 lakosából 3240 volt román nemzetiségű; 2936 ortodox, 257 adventista és 65 görögkatolikus vallású.

## Látnivalók
- A falu az ún. Vidám temetőről nevezetes. A nyolcszáznál is több fakeresztet 1935-től 1977-es haláláig Stan Ioan Pătraș fafaragó, később tanítványa, Dumitru Pop-Tincu készítette tölgyfából és festette ki élénk színű (főleg kék) olajfestékkel. Nyelvjárásias-archaizáló, gyakran humoros sírfelirataik a halállal megbékélt elhunytak fiktív monológjai. Az évtizedek folyamán a régebbi keresztek alja korhadni kezdett, színeiket a nap kiszívta. A fafaragónak a faluban emlékmúzeuma is van.[6]
- A körtvélyesi (Peri) ortodox kolostort a falu területén építik, Dorel Cordoș tervei alapján. Azon kolostor utódjának szánják, amelynek kőtemplomát Balk és Drág vajdák építették 1391 előtt, a ma Ukrajna területéhez tartozó Szentmihálykörtvélyesen, amelynek 1696-ban román nyelvű nyomdája volt és amely 1703-ban pusztult el. Az új kolostor 78 méter magas fatornya ma – a dióshalmi fatemplomot megelőzve – Európa legmagasabb faépítménye.
- Népi ványolók.
- Zsidó temető.[7]
- A Szaplonca völgyének juharos-kőrises-bükköse a benne élő medvék és vaddisznók miatt kedvelt vadászterület volt, és a kristálytiszta vizű patakban élő rákokat is dicsérték.[8] A faluhoz közel pisztrángtenyészet működik. A Korona-forrás sós vizét sokáig palackozták is. A patak mellékpatakjának, az andezitsziklák közé zárt, örvényüstöket alkotó Nadoșá-nak folyása mentén találjuk a Șipot-vízesést. A Runcu-patak szintén látványos vízesést alkot.

## Képgaléria

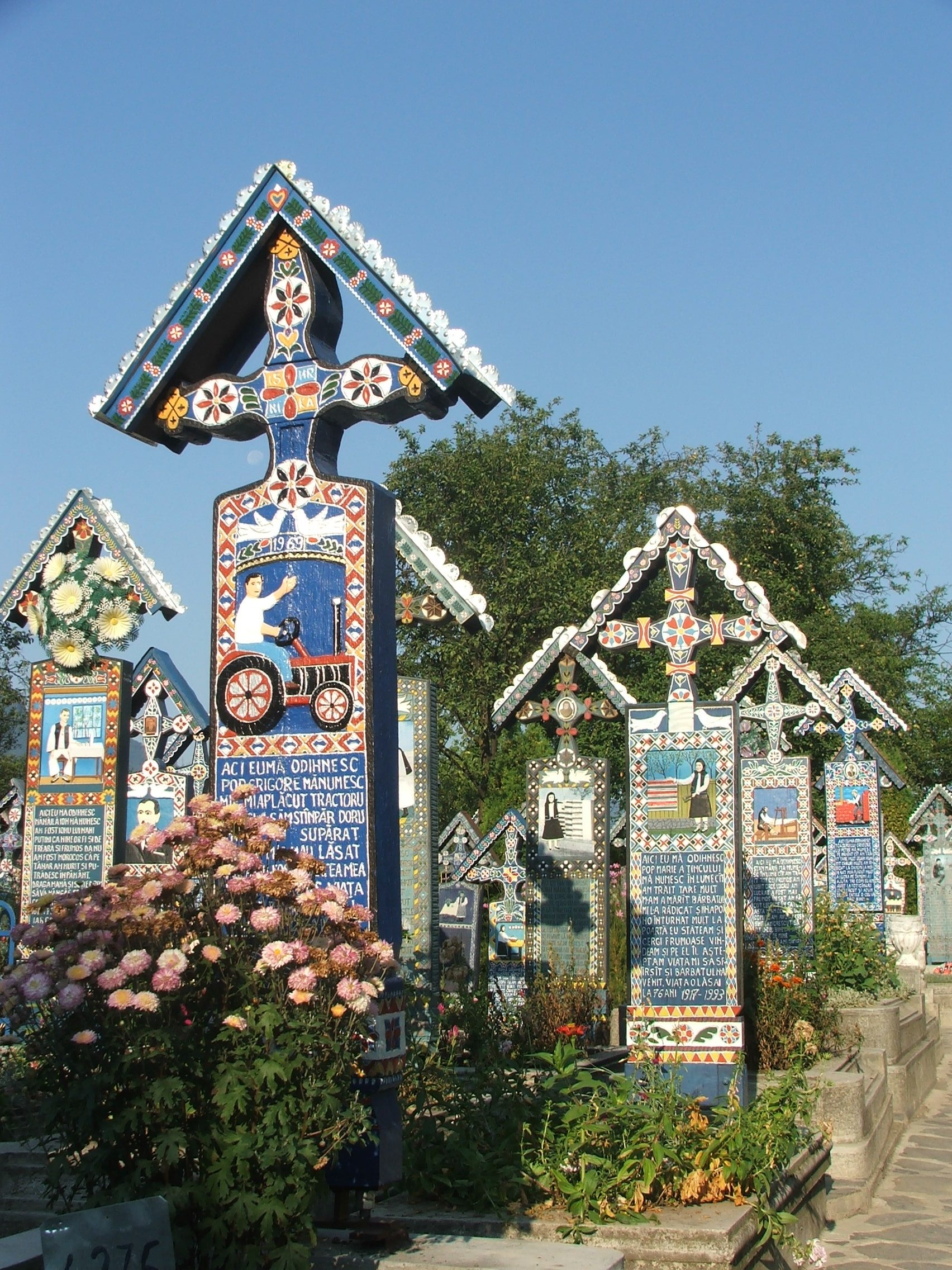
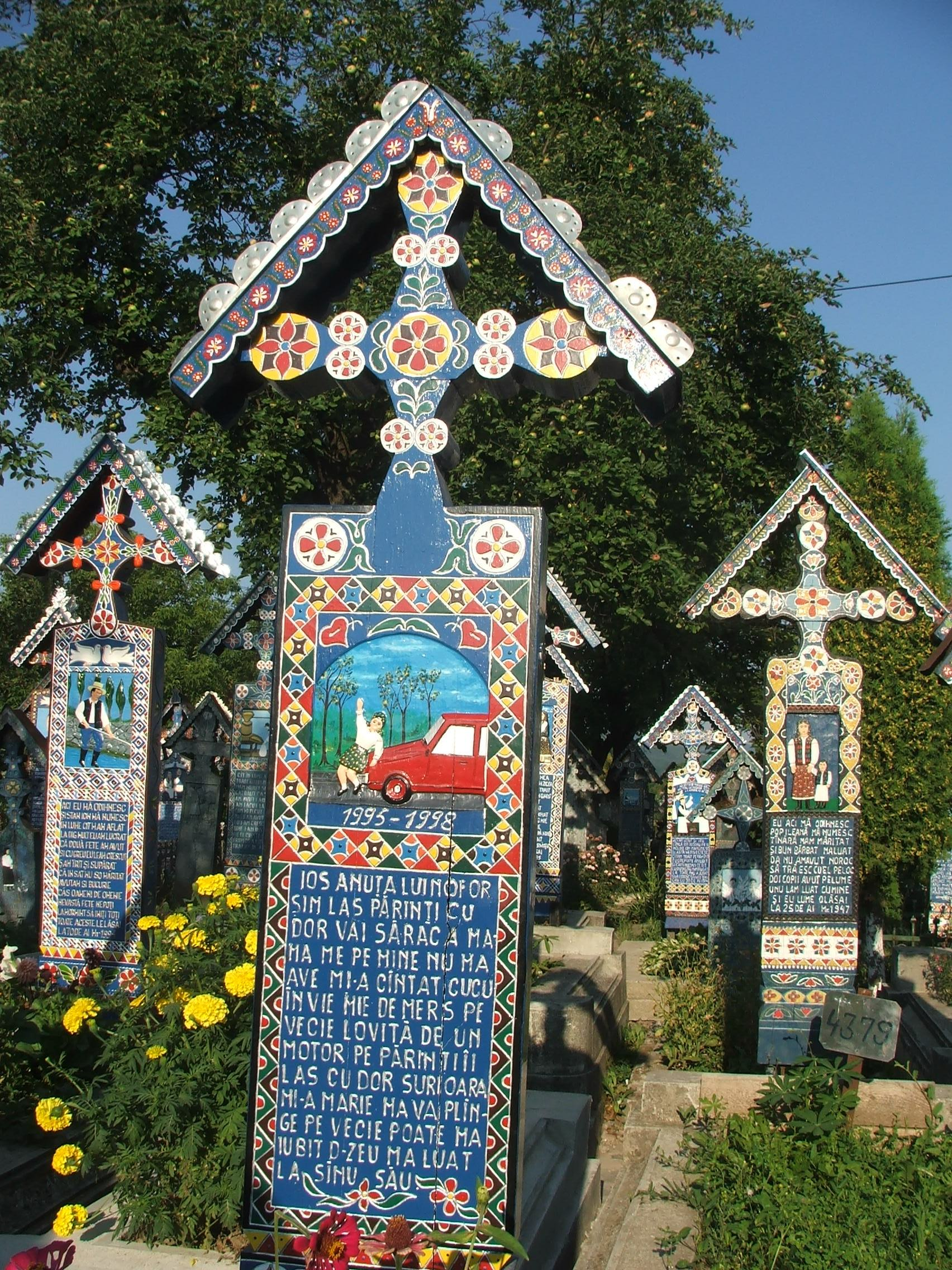
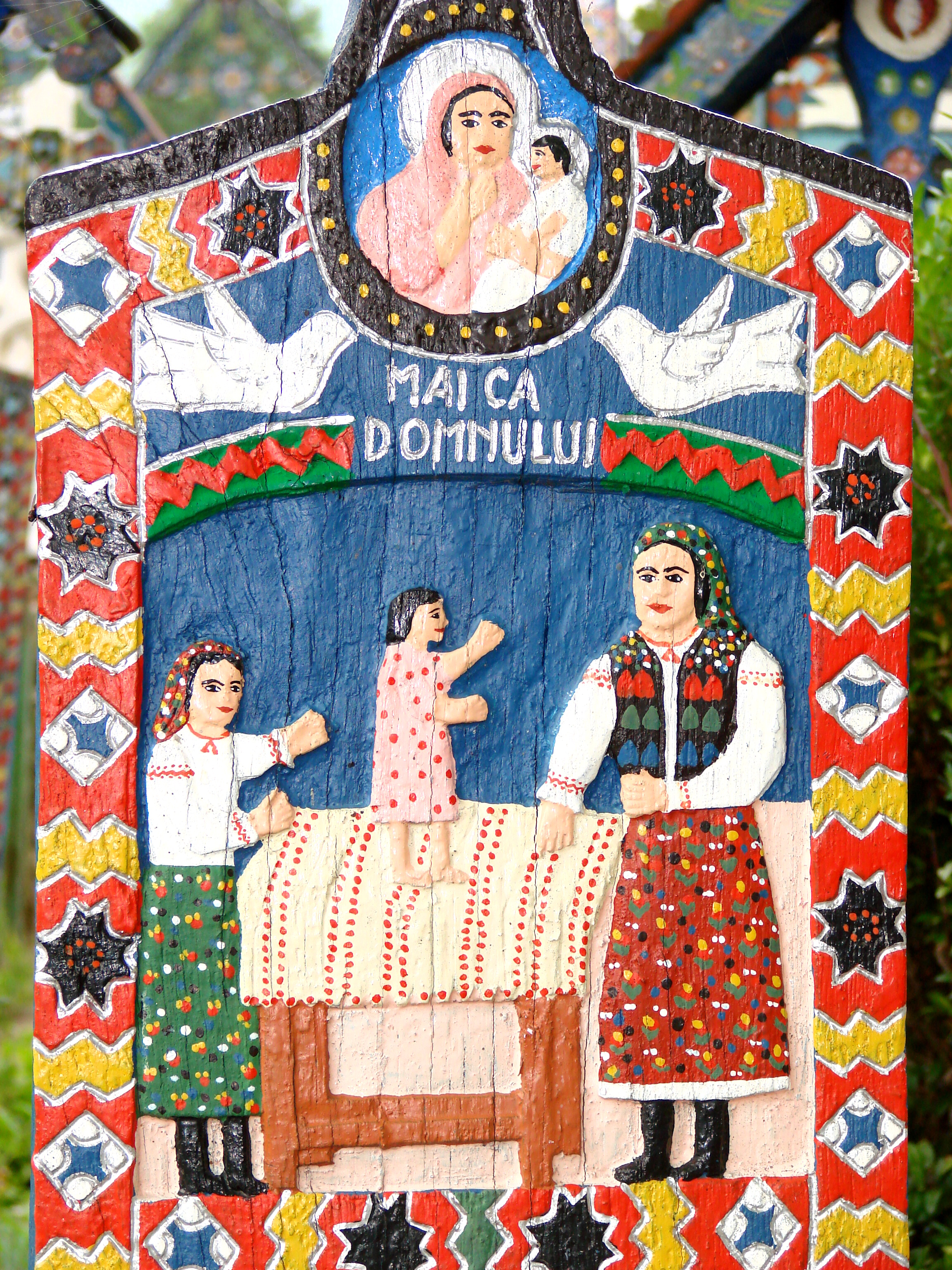
„Isten anyja”
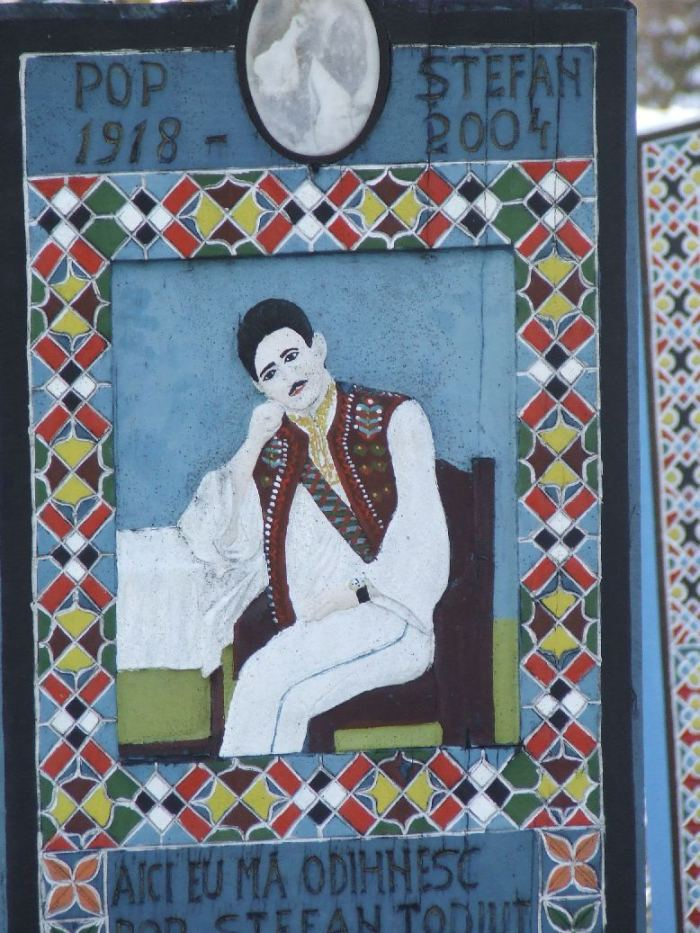
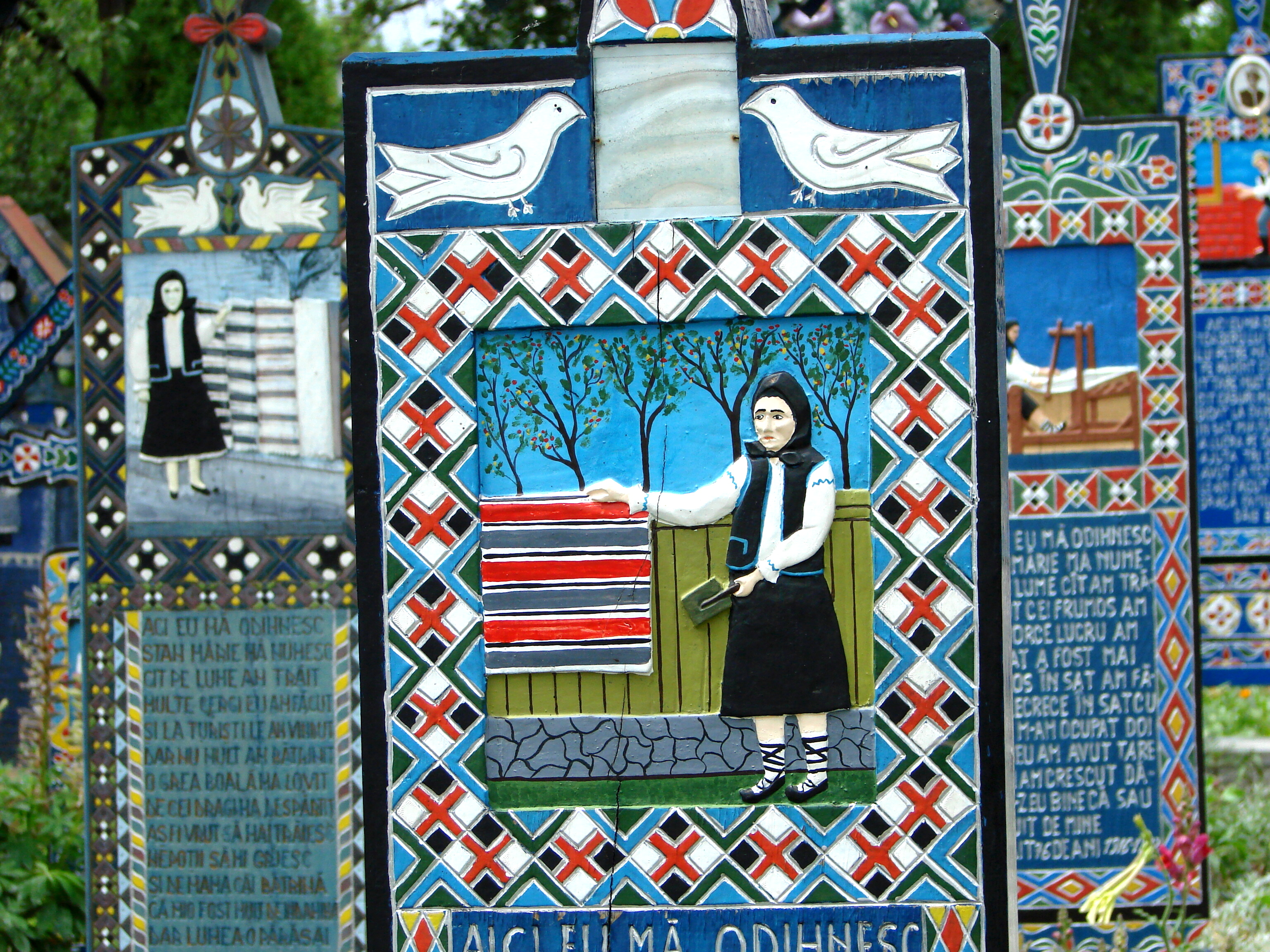
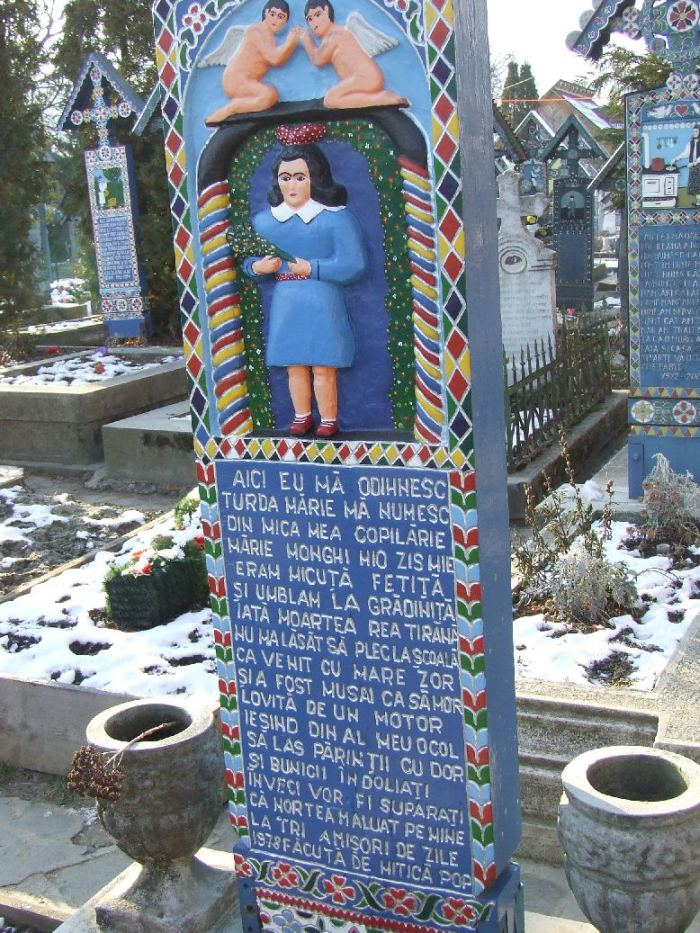
Az elhunyt Maria Turdát óvodásként egy motor ütötte el
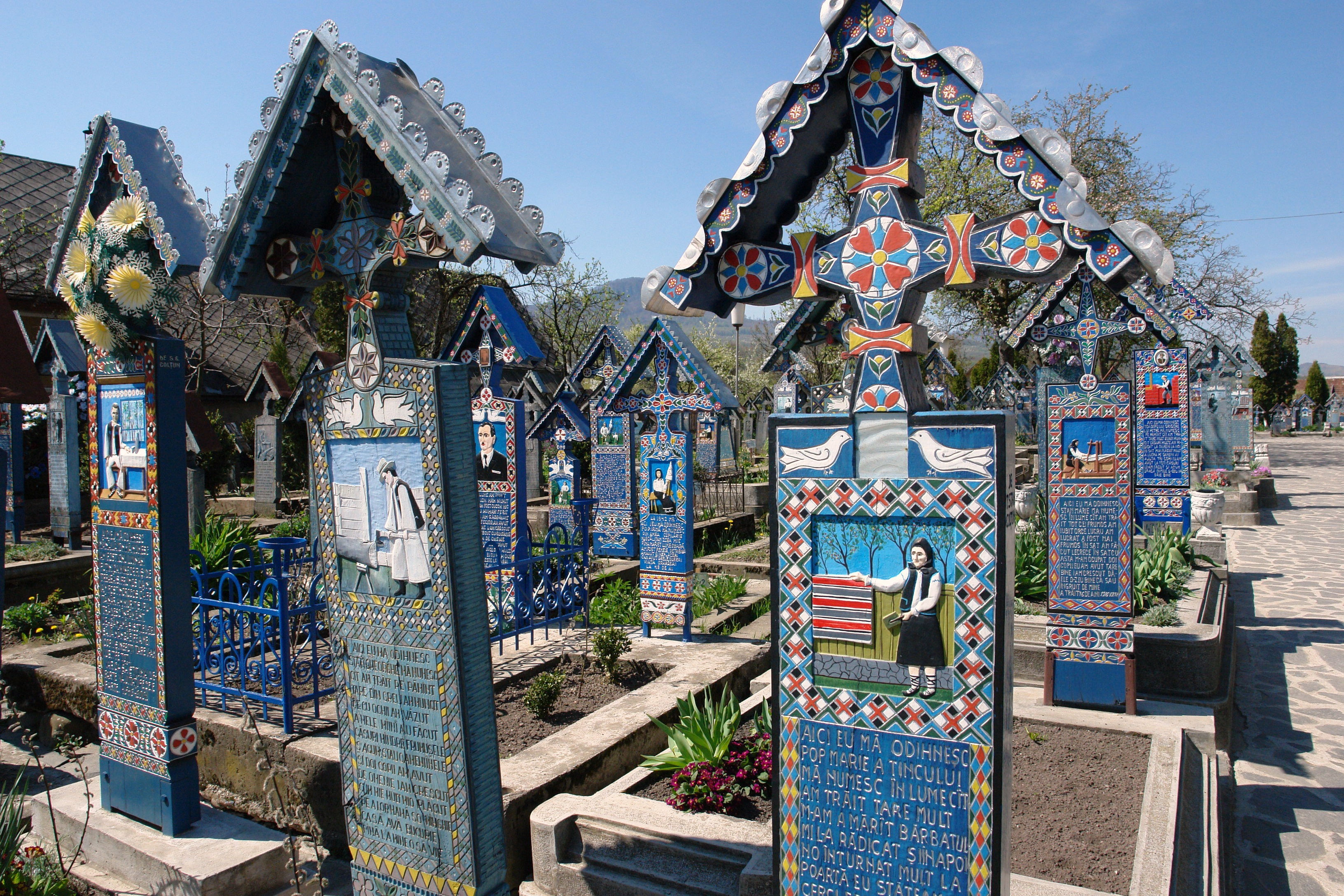
Vidám Temető
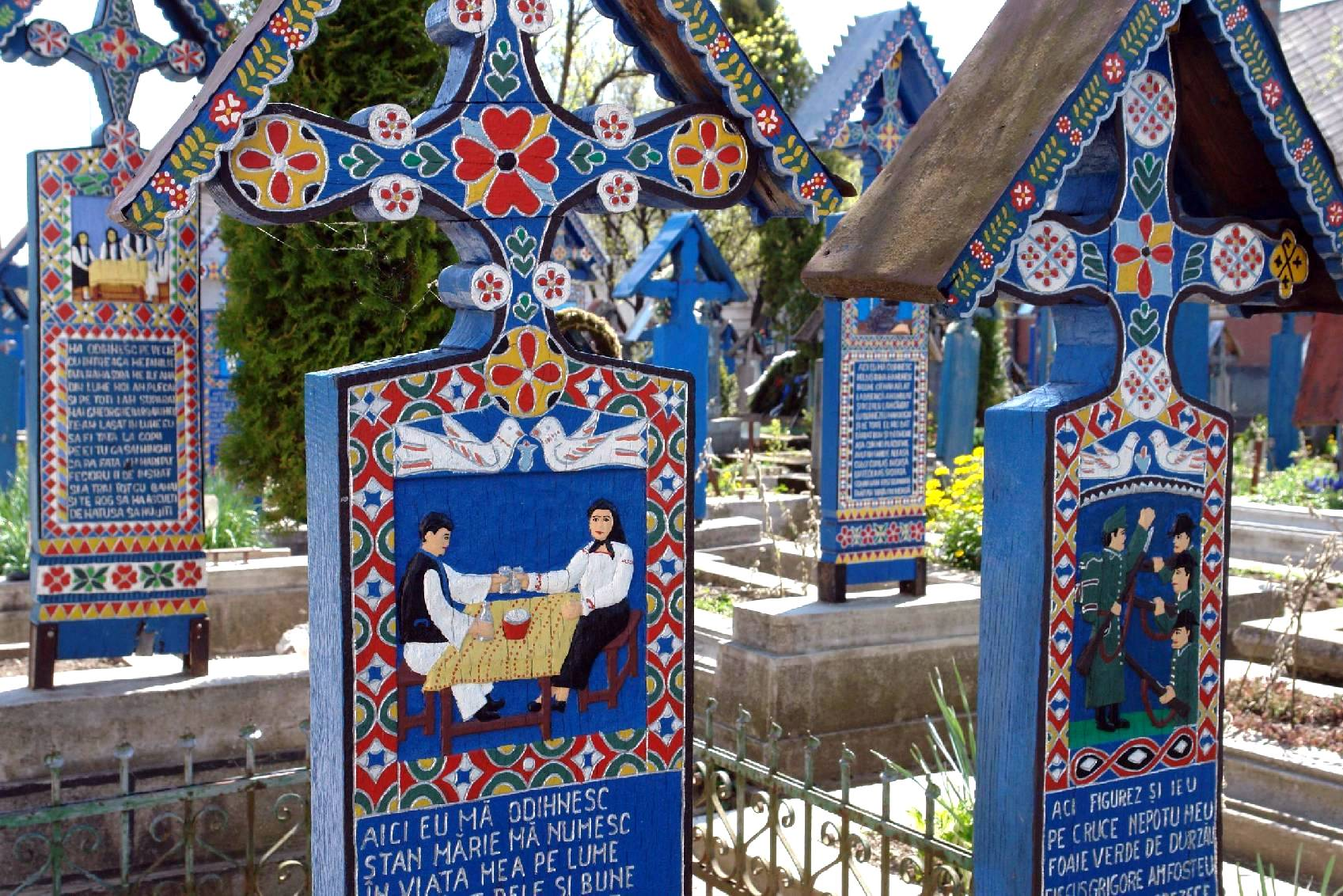
Vidám Temető
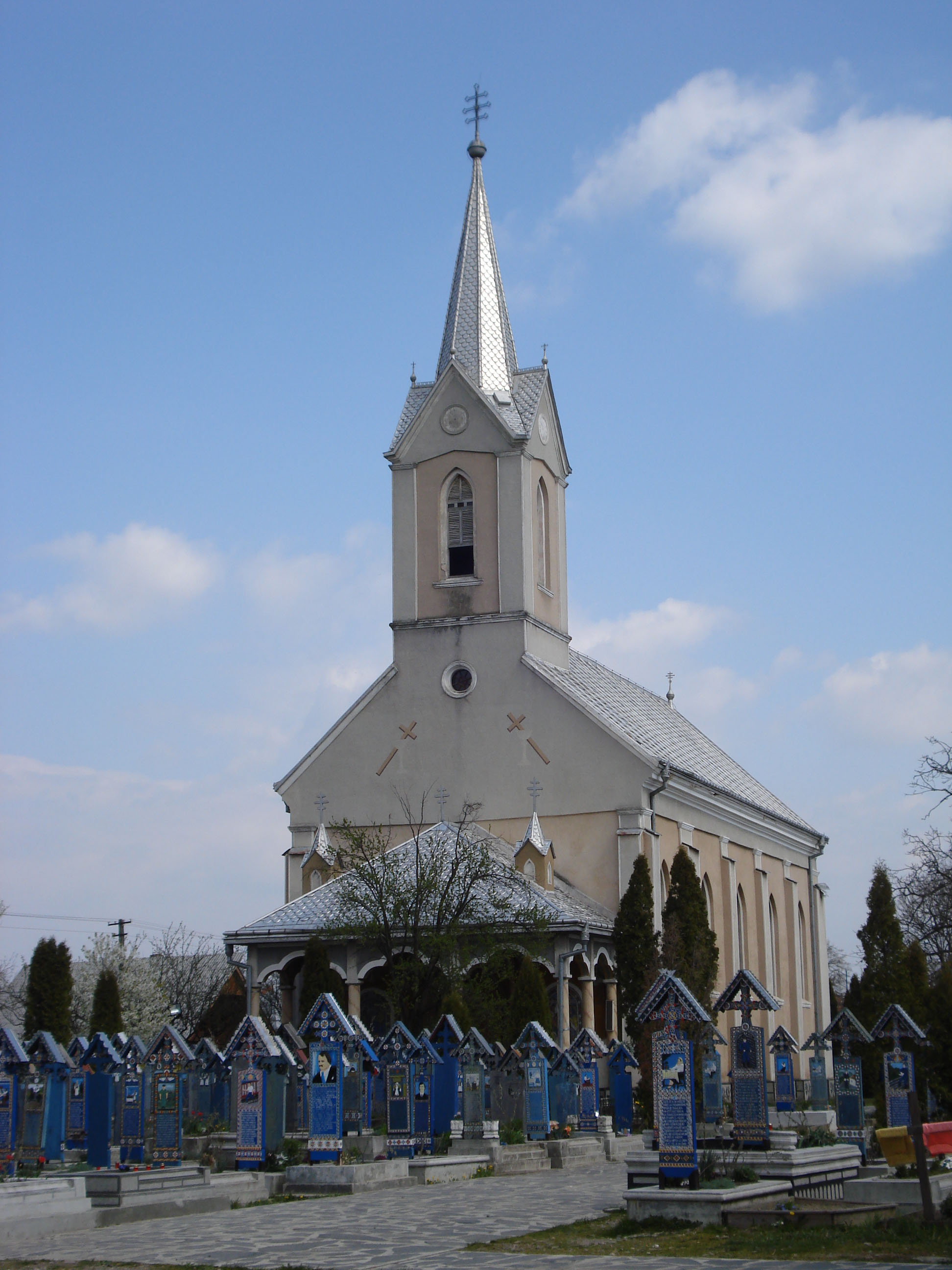
A falu temploma az átalakítás előtt
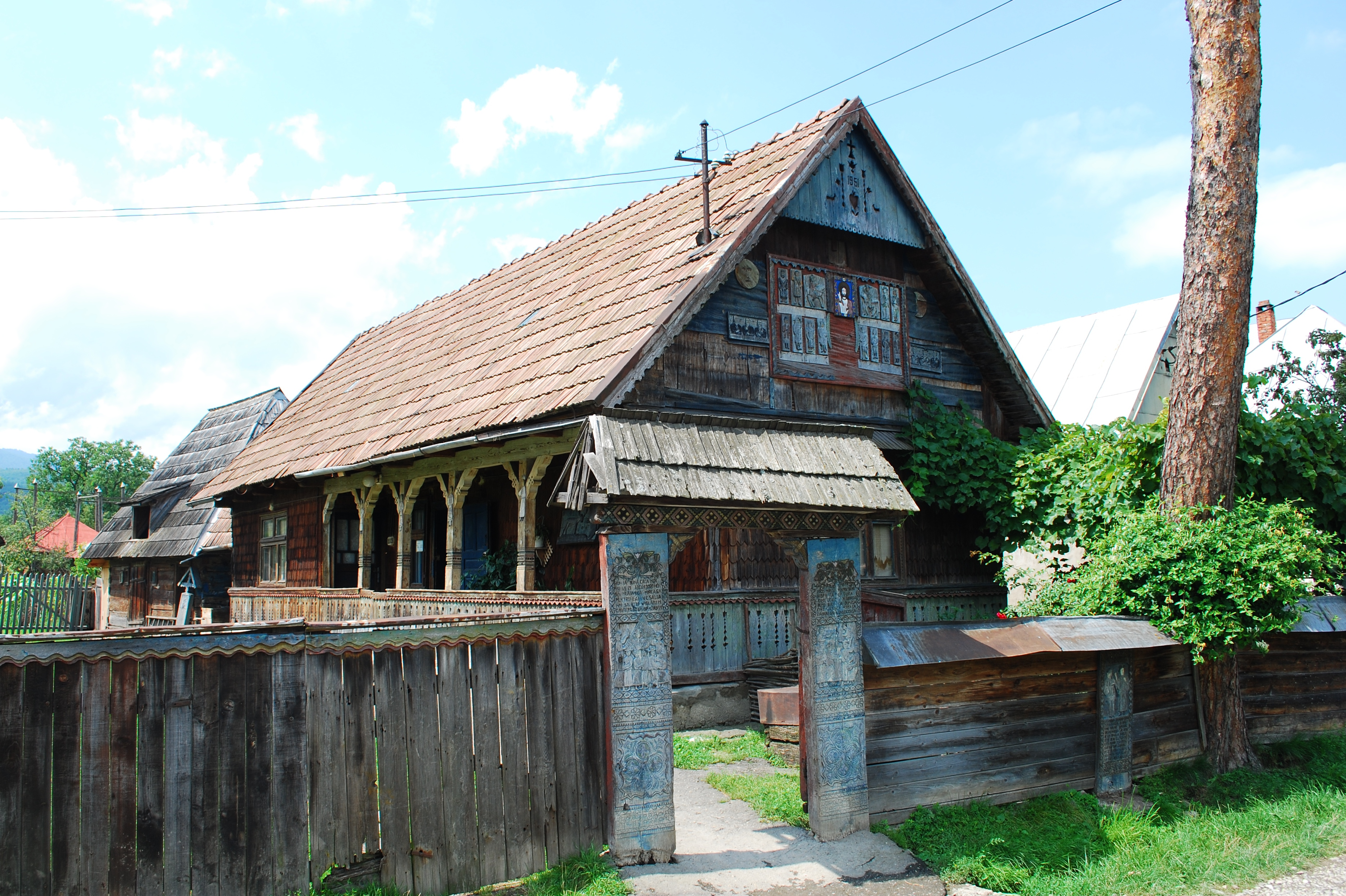
Stan Ioan Pătraș emlékmúzeuma
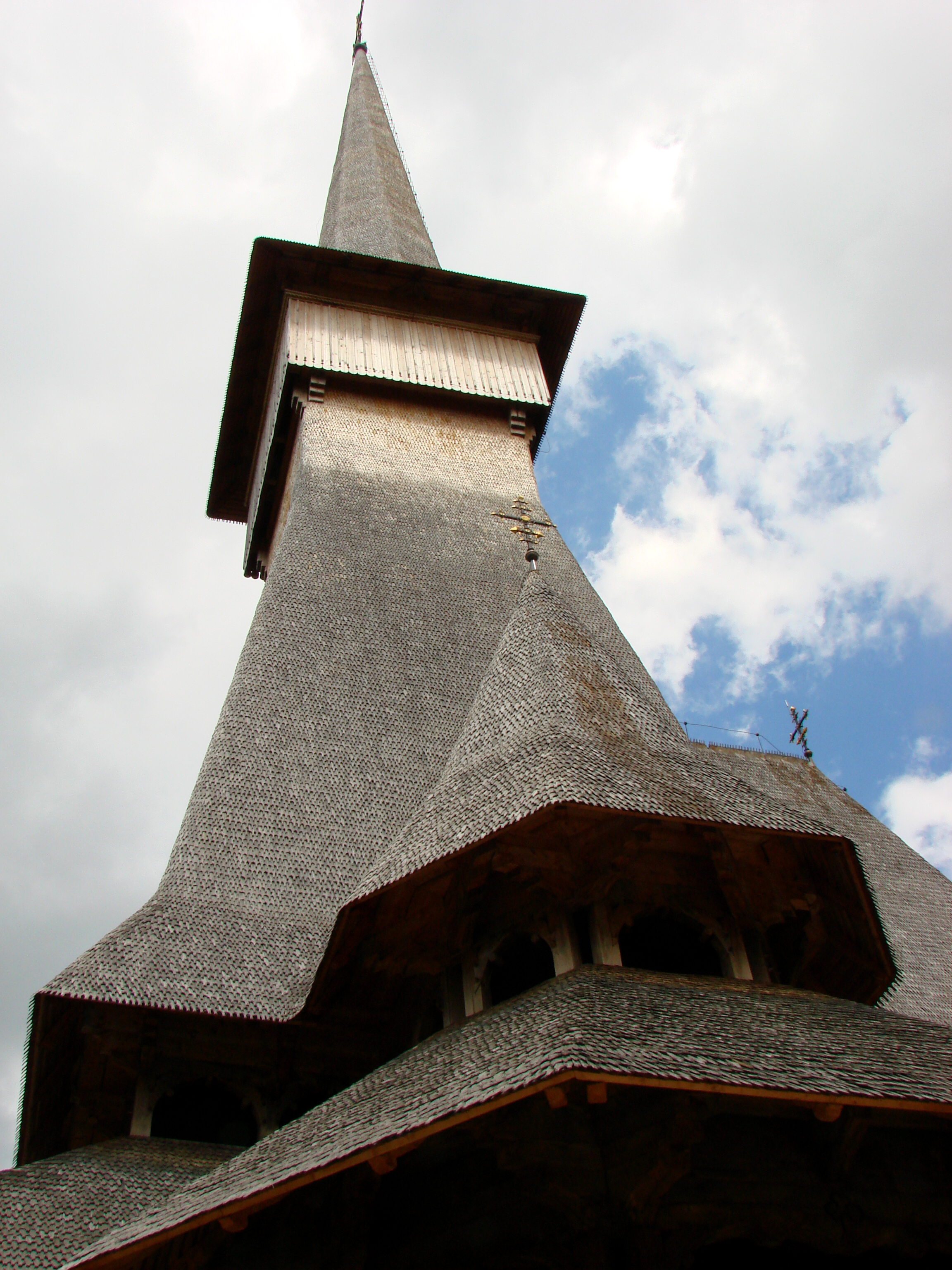
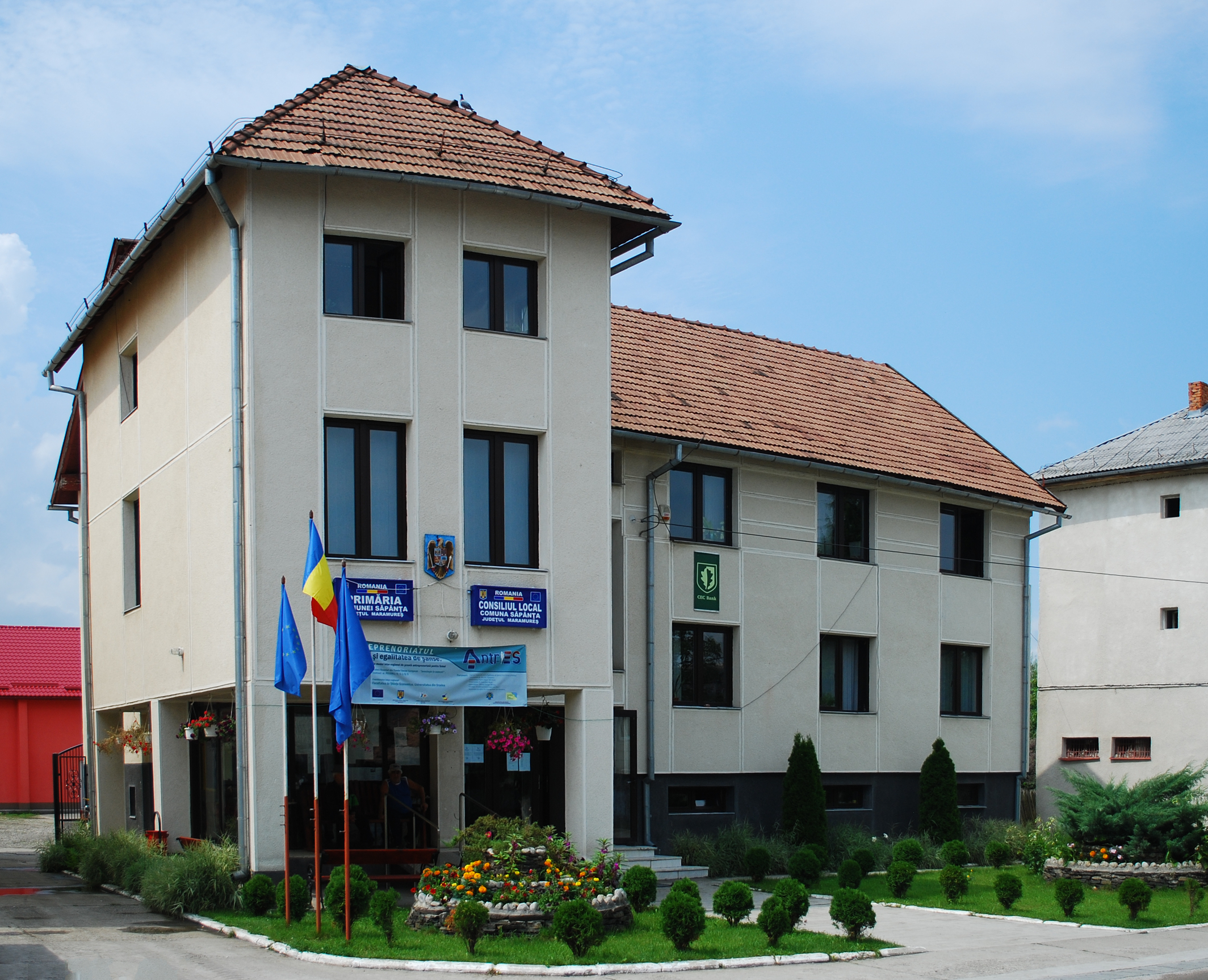
községháza
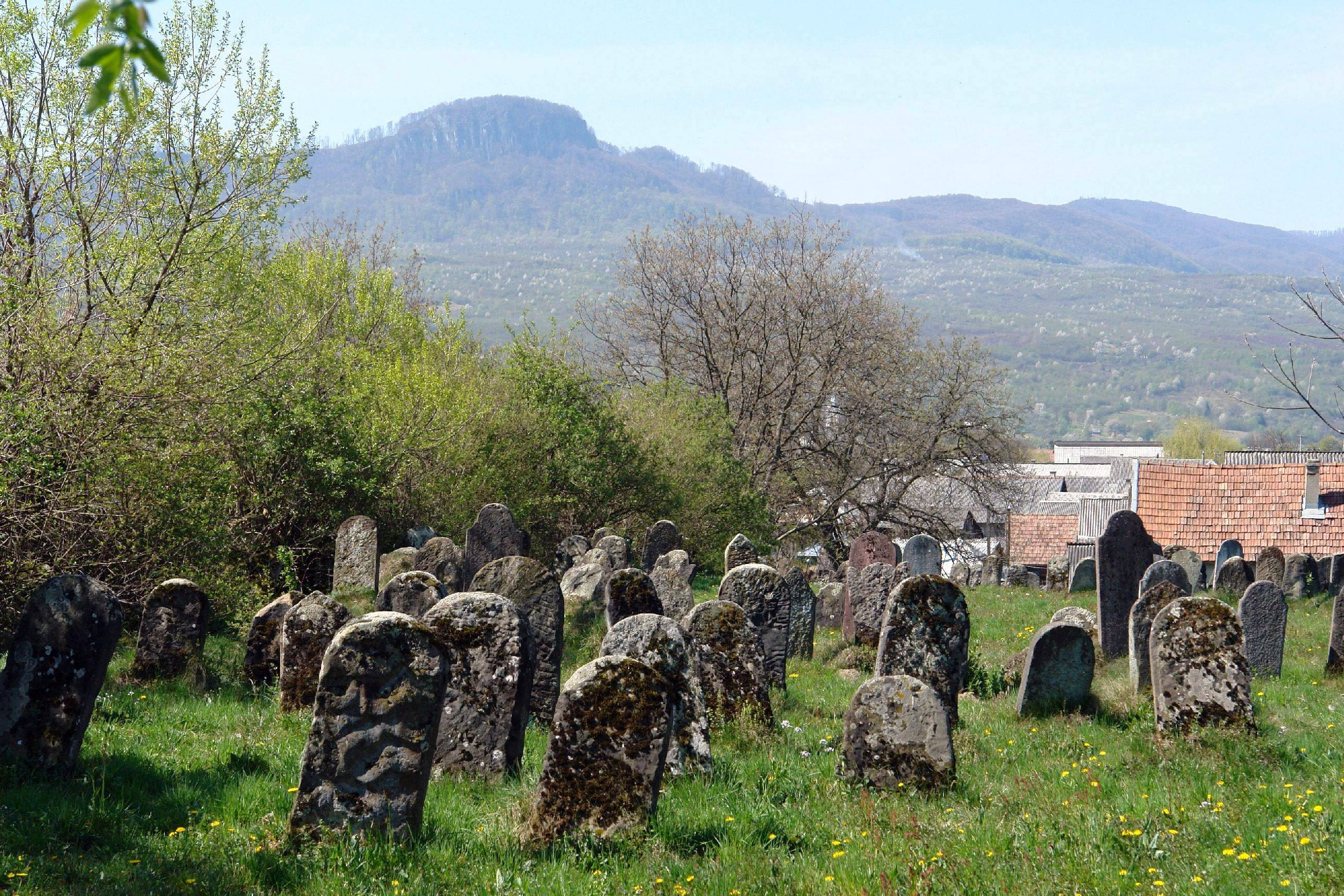
Zsidó temető Szaploncán
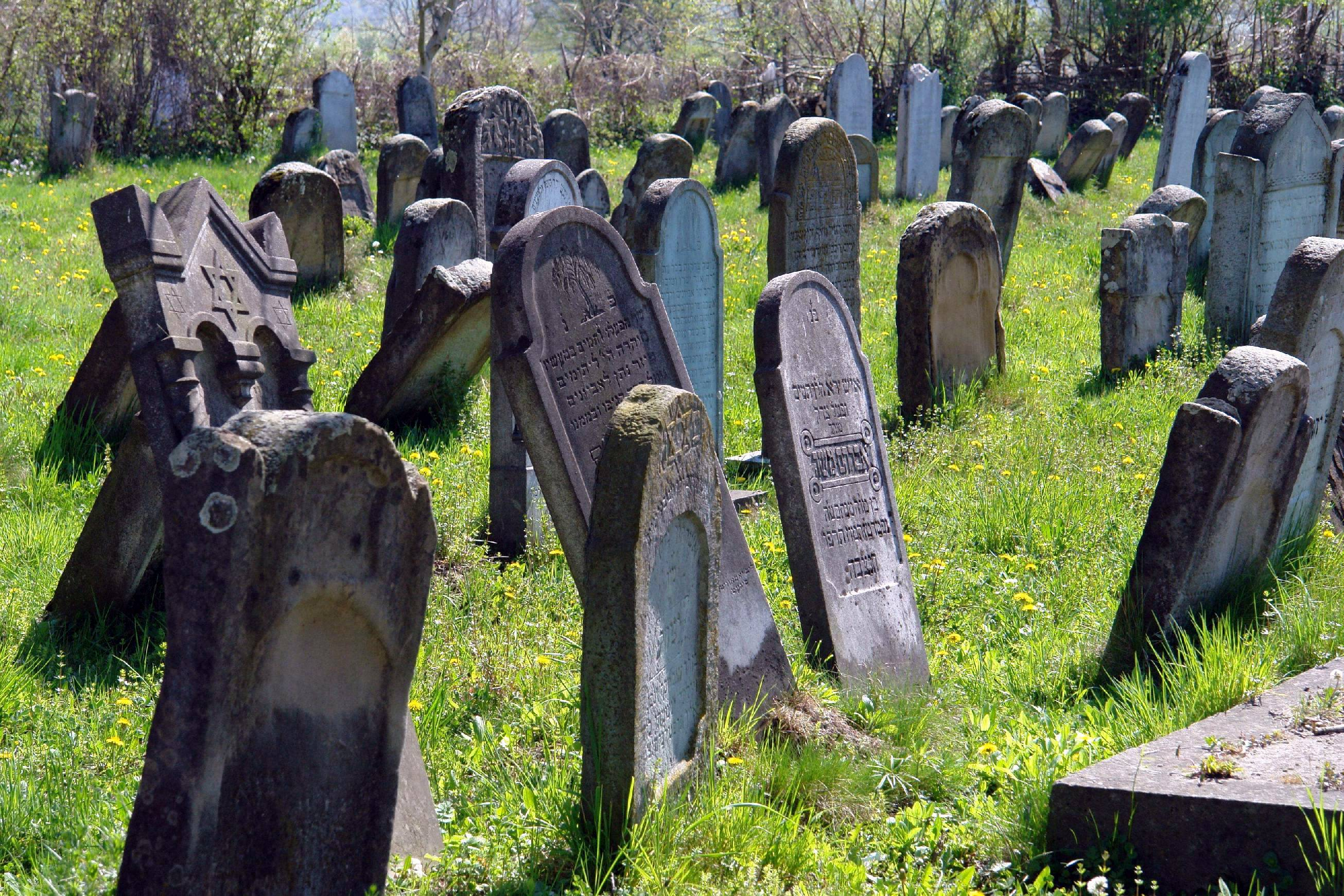
Zsidó temető Szaploncán